# Radio Popsa
Radio Popsa (ryska: Радио Попса) är en rysk radiostation. Den är baserad i Moskva som spelar popmusik.